# Island of Lemurs: Madagascar
Island of Lemurs: Madagascar is een Malagassische natuurdocumentaire uit 2014, geregisseerd door David Douglas.

## Verhaal
De film handelt over de lemuren in Madagaskar en volgt Dr. Patricia C. Wright, een Amerikaans primatologe en antropologe, in haar pogingen om de bedreigde diersoorten in Madagaskar te beschermen. Hun leefgebied wordt bedreigd door boskap en het hakken en branden van bosgebied voor de landbouw.

## Rolverdeling
| Acteur                       | Personage |
| ---------------------------- | --------- |
| Morgan Freeman               | Verteller |
| Dr. Patricia Wright          | zichzelf  |
| Dr. Hantanirina Rasamimanana | zichzelf  |